# Hoàng Hoa (chính khách)
Hoàng Hoa (Giản thể: 黄华; Bính âm: Huáng Huá; (25 tháng 1 năm 1913 – 24 tháng 11 năm 2010), người tỉnh Hà Bắc, Trung Quốc, là Thứ trưởng các vấn đề đối ngoại và Bộ trưởng Ngoại giao Cộng hòa Nhân dân Trung Hoa từ 1976 đến 1982.

## Tiểu sử
Hoàng Hoa bắt đầu sự nghiệp của mình với vai trò là một biên dịch viên. Ông là thông ngôn tiếng Anh cho chủ tịch Mao Trạch Đông sau khi Đảng Cộng sản Trung Quốc chiến thắng Quốc Dân Đảng. Vào đầu thập niên 1950, ông trở nên nổi bật với vai trò là một nhà ngoại giao có hiệu quả. Ông đã từng tham gia thảo luận về thỏa thuận đình chiến trong Chiến tranh Triều Tiên vào năm 1953, tiếp xúc ban đầu với Hoa Kỳ tại Warsaw, Ba Lan (1958), và Trung Quốc giành được ghế tại Liên Hợp Quốc (1971). Ông cũng từng ký Hiệp ước Hòa bình và Hưu nghị Trung – Nhật với Ngoại trưởng Nhật Bản Sonoda vào ngày 12 tháng 8 năm 1978. Với vai trò Ngoại trưởng Trung Quốc, năm 1980 ông đã tuyên bố rằng sẽ không cần thiết để khiến Quân Giải phóng Nhân dân Trung Quốc có căn cứ quân sự tại Hồng Kông. Lãnh đạo tối cao Đặng Tiểu Bình khi đó đã khiển trách ông là "ăn nói bậy bạ".

## Đời sống cá nhân
Năm 1944, Hoàng Hoa kết hôn với Hà Lý Lương (sinh tháng 7 năm 1926). Đôi vợ chồng có hai con trai và một con gái.
Ngày 24 tháng 11 năm 2010, Hoàng Hoa qua đời tại Bắc Kinh, ở tuổi 97.